# Makino Tadahiro
Makino Tadahiro est un nom japonais traditionnel ; le nom de famille (ou le nom d'école), Tadahiro, précède donc le prénom (ou le nom d'artiste).
Makino Tadahiro  (牧野 忠寛) (8 octobre 1741 – 5 août 1766) est un daimyō du début de l'époque d'Edo, 8e daimyō héréditaire du domaine de Nagaoka. 
Les Makino sont identifiés comme un des fudai daimyō ou clans intérieurs, c'est-à-dire alliés ou vassaux héréditaires du clan Tokugawa, en opposition avec les tozama daimyo ou clans extérieurs.

## Branches du clan Makino
Le clan Makino fudai trouve son origine au XVIe siècle dans la province de Mikawa. Leur élévation de statut par Toyotomi Hideyoshi date de 1588. Ils prétendent descendre de Takechiuchi no Sukune, homme d'État légendaire et amant de la légendaire impératrice Jingū. 
La branche majeure est établie dans le domaine de Tako de la province de Kōzuke en 1590 et en 1616, leurs propriétés sont déplacées au domaine de Nagamine dans la province d'Echigo. De 1618 à 1868, cette branche des Makino demeure dans le domaine de Nagaoka (74 000 koku) dans la province d'Echigo.
Tadahiro est le chef à la 8e génération de cette lignée majeure des Makino. 
Le chef de cette lignée du clan est anobli avec le titre de « vicomte » au cours de l'ère Meiji, dans le cadre du nouveau système nobiliaire mis en place par le gouvernement de Meiji.